# Rüsselsheim
Rüsselsheim er en by med ca. 60.000 indbyggere i delstaten Hessen i Forbundsrepublikken Tyskland.
Byen ligger ved floden Main ikke langt fra mundingen ved Mainz. Den er særligt kendt for produktionen af bilmærket Opel fra Groupe PSA, tidligere fra General Motors (GM). I 2005 besluttede GM at både Opel Vectra og modellen Saab 9-3 skulle produceres i Rüsselsheim.

## Kendte personer
- Adam Opel industrimand (1837 - 1895)
- Klaus Fuchs tysk fysiker og sovjetisk spion (1911-1988)
- Andrea Ypsilanti politiker SPD (* 1957)